# Milan-San Remo 1998
L'édition 1998 de la course cycliste Milan-San Remo s'est déroulée le samedi 21 mars et a été remportée au sprint par Erik Zabel, déjà vainqueur de l'épreuve en 1997. C'est la deuxième de ses quatre victoires à San Remo.
La course disputée sur un parcours de 294 kilomètres est la première manche de la Coupe du monde de cyclisme sur route 1998.
Le sprinter espagnol Ángel Edo est déclaré inapte au départ en raison d'un taux de globules rouges dans le sang (hématocrite) supérieur à 50 %.

## Classement
| #  | Coureur            | Équipe                  |    | Temps           |
| -- | ------------------ | ----------------------- | -- | --------------- |
| 1  | Erik Zabel         | Team Deutsche Telekom   | en | 7 h 10 min 14 s |
| 2  | Emmanuel Magnien   | La Française des jeux   |    | m.t             |
| 3  | Frédéric Moncassin | Gan                     |    | m.t             |
| 4  | Stefano Zanini     | Mercatone Uno-Bianchi   |    | m.t             |
| 5  | Andreï Tchmil      | Lotto-Mobistar-Isoglass |    | m.t             |
| 6  | Filippo Casagrande | Scrigno-Gaerne          |    | m.t             |
| 7  | Peter Van Petegem  | TVM-Farm Frites         |    | m.t             |
| 8  | Michele Bartoli    | Riso Scotti-Vinavil     |    | m.t             |
| 9  | Roberto Petito     | Saeco-Cannondale        |    | m.t             |
| 10 | Alberto Elli       | Casino-Ag2r             |    | m.t             |